# Szumiłowo (Kostrzyn nad Odrą)
Szumiłowo (niem. Alt Schaumburg) – peryferyjna część miasta Kostrzyna nad Odrą w województwie lubuskim, położona na jego północno-zachodnich rubieżach. Rozpościera się wzdłuż ulicy Kostrzyńskiej.
Po II wojnie światowej Szumiłowo znalazło się na terenie tzw. Ziem Odzyskanych (tzw. III okręg administracyjny – Pomorze Zachodnie). Wkrótce utworzono gromadę Szumiłowo w gminie Dębno w powiecie chojeńskim w województwie szczecińskim. Po włączeniu Drzewic do Kostrzyna 13 sierpnia 1952, Szumiłowo stało się najdalej na południe wysuniętą gromadą województwa szczecińskiego.
Wraz z reformą administracyjną znoszącą gminy, Szumiłowo włączono do nowo utworzonej gromady Namyślin. 1 stycznia 1972, po zniesieniu gromady Namyślin, Szumiłowo włączono do gromady Boleszkowice. 1 stycznia 1973, wraz z kolejną reformą administracyjną, Szumiłowo włączono do reaktywowanej gminy Boleszkowice w powiecie chojeńskim.
W latach 1975–1998 miejscowość administracyjnie należała do województwa gorzowskiego, a od 1999 przynależała do powiatu myśliborskiego w województwie zachodniopomorskim. 1 stycznia 2002 Szumiłowo (475,66 ha) wyłączono z gminy Boleszkowice i włączono do miasta Kostrzyna w powiecie gorzowskim w tymże województwie.